# Stefano Galeotti
Stefano Galeotti (* 1723 in Velletri oder in Livorno; † um 1790 in Italien) war ein italienischer Komponist und Cellist.

## Leben
Laut François-Joseph Fétis war Velletri der Geburtsort Galeottis und laut Hugo Riemann war es Livorno. Auch der Ort seiner Ausbildung ist nicht bekannt, es wird lediglich vermutet, dass es in Rom oder Neapel gewesen sein könnte, da es zu dieser Zeit in beiden Städten bedeutende Celloschulen gab.
Gegen Ende der 1760er Jahre könnte er laut Fétis in London gelebt haben, da sich in dieser Zeit mehrere namhafte italienische Cellisten, wie Giacomo Cervetto, Salvatore Lanzetti oder Giovanni Battista Cirri, dort aufhielten.
Seine weit verbreiteten Werke erschienen in Paris, Amsterdam und London, obschon es auch hier keinen Nachweis gibt, ob er diese Städte je besucht hat. Die technischen Anforderungen der Cellostimme weisen Galeotti als einen für seine Zeit versierten Cellisten aus. Mehrere seiner Sonaten wurden in Lehrmethoden für das Cellospiel aufgenommen, so in John Gunns (1765–1824) The Theory and Practice of Fingering the Violoncello (1789), in Jean-Baptiste Brévals Traité de violoncelle (1804) sowie in der Methode des Pariser Konservatoriums (1804). Seine Kompositionen entsprechen dem galanten Stil der frühen zweiten Hälfte des 18. Jahrhunderts.
Es gab zahlreiche Verwechslungen mit dem Zeitgenossen Salvatore Galeotti, da in den meisten Drucken lediglich S. Galeotti angegeben ist.

## Werke
- 6 Triosonaten op. 1 für 2 Violoncelli und Bass (Paris, 1760)
- 6 Triosonaten op. 2 für 2 Violinen und Bass (Amsterdam, 1763)
- 6 Triosonaten op. 3 (Amsterdam, 1768)
- 6 Triosonaten op. 2 für 2 Violinen und Bass (Paris, 1770)
- Twenty Italien Minuets for Two Violins and a Bass (London, 1768)
- mehrere in Sammlungen erhaltene Sonaten für Cello und Bass